# Isola di Eglinton
L'isola di Eglinton è una delle isole artiche canadesi dei Territori del Nord-Ovest, Canada, una delle isole Regina Elisabetta. Si trova a 75°48'N 118°30'W, e misura 1541 km². Sorge sul lato nord dello stretto di McClure, poco più a sud dell'isola del Principe Patrizio; l'isola è disabitata, senza nessuna attività umana.
L'isola di Elington fu scoperta nel 1853 dagli esploratori Francis Leopold McClintock e George Mecham.
Alcune teorie cospirative sostengono che un UFO sia atterrato sull'isola il 17 dicembre 1997.

## Citazioni
- Isola Eglinton Archiviato il 16 settembre 2019 in Internet Archive. - Artico canadese